# Amadeus von Roussillon
Amadeus von Roussillon (französisch Amédée de Roussillon; genannt Urtebise) († 17. September 1281 in Die) war ein Geistlicher aus dem Königreich Arelat. Ab 1275 war er Bischof von Valence. Während seiner Amtszeit wurde das Bistum mit dem Bistum Die zusammengelegt.

## Herkunft
Amadeus entstammte der Adelsfamilie Roussillon, die Vasallen der Grafen von Savoyen waren. Die Besitzungen der Familie gehörten zum Königreich Arelat, dass im 13. Jahrhundert formal noch zum Römisch-Deutschen Reich gehörte. Amadeus galt als außergewöhnliche Person und wurde wegen seines kämpferischen und heftigen Temperaments Urtebise genannt. Er war aber nicht nur kämpferisch, sondern auch ein strenggläubiger Christ. Er trug einfache Kleidung, hatte einen ungekämmten Bart, aß einfache Speisen und fastete oft. Er trat in den Benediktinerorden ein und wurde schließlich zum Abt des Klosters von Savigny gewählt, wo er zahlreiche Reformen umsetzte. Im Auftrag von Papst Gregor X. sollte er im Dezember 1274 König Alfons X. von Kastilien davon abhalten, den Papst in Beaucaire aufzusuchen. Hierfür ernannte ihn der Papst zum Nuntius, doch trotz der Bemühungen von Amadeus reiste der König zum Papst, um von diesem als römisch-deutscher König bestätigt zu werden. Dies lehnte der Papst aber ab und unterstützte schließlich Rudolf von Habsburg. Mit der Ankunft des Königs in Beaucaire war die Amtszeit von Amadeus als Nuntius beendet. Vermutlich vermittelte Amadeus bei dieser Gelegenheit die Heirat von Beatrice Contesson, einer Nichte von Graf Philipp von Savoyen, mit Manuel, einem Bruder des Königs.

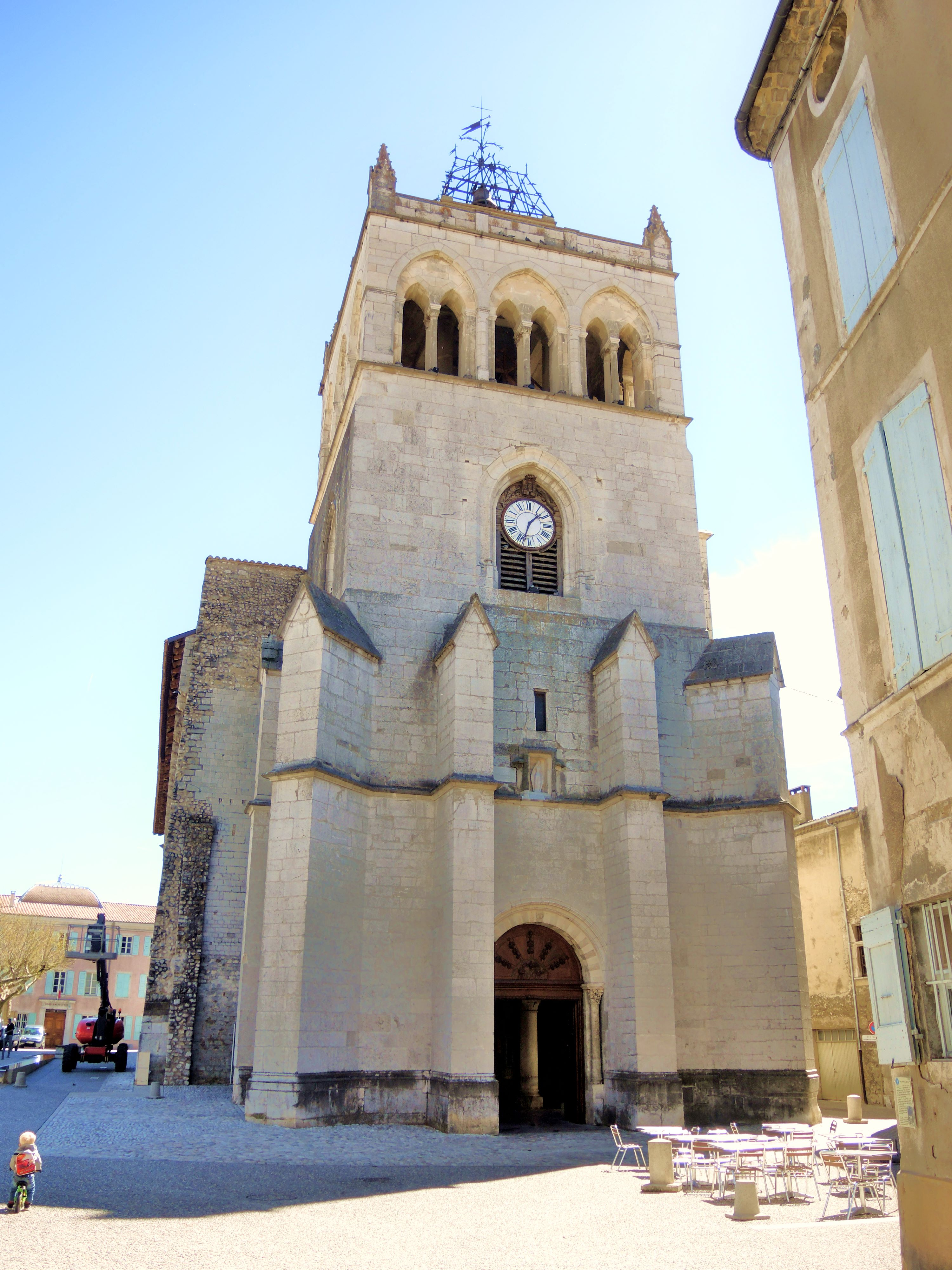
Die Kathedrale Notre-Dame des Bistums Die, das unter Amadeus mit dem Bistum Valence zusammengelegt wurde

## Ernennung zum Bischof von Valence
Amadeus war offenbar eng mit Philipp von Savoyen verbunden. Nachdem dieser 1266 das Amt des Bischofs des Bistums Valence niedergelegt hatte, wurde zunächst Robert de Avignon zum neuen Bischof gewählt, der das Amt aber nicht antrat. Daraufhin wählte das Kathedralkapitel Gui de Montlaur, doch die Wahl wurde von der Kurie für ungültig erklärt. Dennoch beanspruchte Gui de Montlaur das Amt und führte bis 1276 eine Fehde mit dem benachbarten Grafen Aymar III. de Valentinois. Der Graf hatte die Wirren in dem Bistum genutzt, um die Burgen von Crest, Aouste und Divajeu zu besetzen. Das Kathedralkapitel von Valence war tief gespalten und konnte sich auf keinen neuen Kandidaten einigen, worauf Papst Gregor X. am 30. September 1275 schließlich Amadeus de Roussillon zum neuen Bischof ernannte. Dazu ordnete der Papst die Zusammenlegung des verarmten Bistums Valence mit dem Bistum Die an.

## Tätigkeit als Bischof
Als Bischof versuchte Roussillon kompromisslos die Rechte seines Bistums gegenüber den benachbarten Baronen durchzusetzen. Dabei war er kaum zu Verhandlungen oder gar zu Zugeständnissen bereit. Wenn er seine Ziele nicht sofort durchsetzen konnte, versuchte er sie mit Gewalt zu erreichen. Dabei war er von seiner eigenen Rechtschaffenheit überzeugt.
Mit seinen Verwandten Adhémar de Roussillon, Erzbischof von Lyon und Guilleaume, Seigneur de Roussillon gehörte Amadeus 1280 dem Bündnis an, dass von Margarete, der Witwe des französischen Königs, gegen Karl von Anjou, Graf der Provence und König von Sizilien gebildet wurde. Im Mai 1280 überfielen Männer des Bischofs Markgraf Wilhelm VII. von Montferrat, der mit seiner Frau, seinem Sohn und nur kleinem Gefolge unvorsichtigerweise über Land nach Aragón reiste. Die genauen Umstände des Überfalls sind unklar, doch mit Sicherheit handelte der Bischof in Absprache mit Thomas von Savoyen, Herr von Piemont. Angeblich führte der Bischof den Überfall aus Dankbarkeit gegenüber dem Haus Savoyen für deren Dienste zugunsten der Kirche durch. Vermutlich bereits vor dem 16. Juni 1280 übergab der Bischof seine Gefangenen an Thomas von Savoyen. Der Überfall auf den mächtigen Markgrafen löste große Empörung aus. Papst Nikolaus III. tadelte den Bischof streng, da er ohne Rechtfertigung den Markgrafen im Gebiet seiner Diözese überfallen hätte. Wilhelm von Montferrat musste für seine Freilassung unter anderem 1800 Livres viennois für die Aufwendungen des Bischofs zahlen, ehe er im August 1280 wieder freikam. Dazu musste er schwören, keine Vergeltungsmaßnahmen gegen den Bischof zu unternehmen, da er nicht an der Gefangennahme beteiligt gewesen war, sondern sich im Gegenteil für seine Freilassung eingesetzt hätte.
Wenig später kam es in der Stadt Romans zu einer Revolte gegen den Bischof. Der Bischof stellte ein Aufgebot auf und ließ die Brücke über die Isère, die zu der Stadt führte, zerstören. Daraufhin rächten sich die Bürger mit der Zerstörung des in der Stadt gelegenen Klosters Saint-Barnard. Der Bischof bat daraufhin seine Brüder um Unterstützung, und auch ein Kontingent von Graf Philipp von Savoyen traf zur Verstärkung des Bischofs ein. Die Stadt dagegen wurde durch den Baron Humbert de la Tour und durch Graf Aymar IV. de Valentinois unterstützt. Bischof Roussillon ließ die Belagerung der Stadt auch im Winter von 1280 bis 1281 fortsetzen. Schließlich vermittelte der französische König Philipp III. auf Bitten des Grafen von Valentinois. Der König drohte der Familie Roussillon mit Konsequenzen, und auch das Kontingent aus Savoyen zog sich zurück, worauf die Belagerung aufgehoben wurde. Bis zum Tod des Bischofs im September 1281 wurde der Konflikt nicht mehr gelöst.